# (7060) Al-ʻIjliya
(7060) Al-ʻIjliya est un astéroïde de la ceinture principale.

## Description
(7060) Al-ʻIjliya est un astéroïde de la ceinture principale. Il fut découvert le 16 septembre 1990 à l'observatoire Palomar par Henry E. Holt. Il présente une orbite caractérisée par un demi-grand axe de 2,46 UA, une excentricité de 0,03 et une inclinaison de 1,9° par rapport à l'écliptique.

## Étymologie
Cet astéroïde est nommé en l'honneur de Mariam al-Ijliya, astronome du Xe siècle (IVe siècle de l'Hégire), fabricante d'astrolabes, originaire d'Alep, dans l'actuel nord de la Syrie.